# Rivière Nicolet Sud-Ouest
Pour les articles homonymes, voir Nicolet.
La rivière Nicolet Sud-Ouest est un affluent de la rive ouest de la rivière Nicolet. Elle se déverse dans la municipalité de Nicolet, dans la municipalité régionale de comté (MRC) de Nicolet-Yamaska, dans la région administrative du Centre-du-Québec, au Québec, au Canada.
Cette rivière coule dans les municipalités régionales de comté (MRC) et les municipalités de :
Région administrative de l'Estrie :
- MRC de Le Haut-Saint-François : Dudswell ;
- MRC des Sources : Danville ;

Région administrative du Centre-du-Québec :
- MRC d'Arthabaska : Kingsey Falls, Saint-Samuel ;
- MRC de Drummond : Saint-Lucien, Notre-Dame-du-Bon-Conseil (paroisse), Notre-Dame-du-Bon-Conseil (village), Sainte-Brigitte-des-Saults ;
- MRC de Nicolet-Yamaska : Sainte-Eulalie, Saint-Léonard-d'Aston, La Visitation-de-Yamaska, Nicolet.

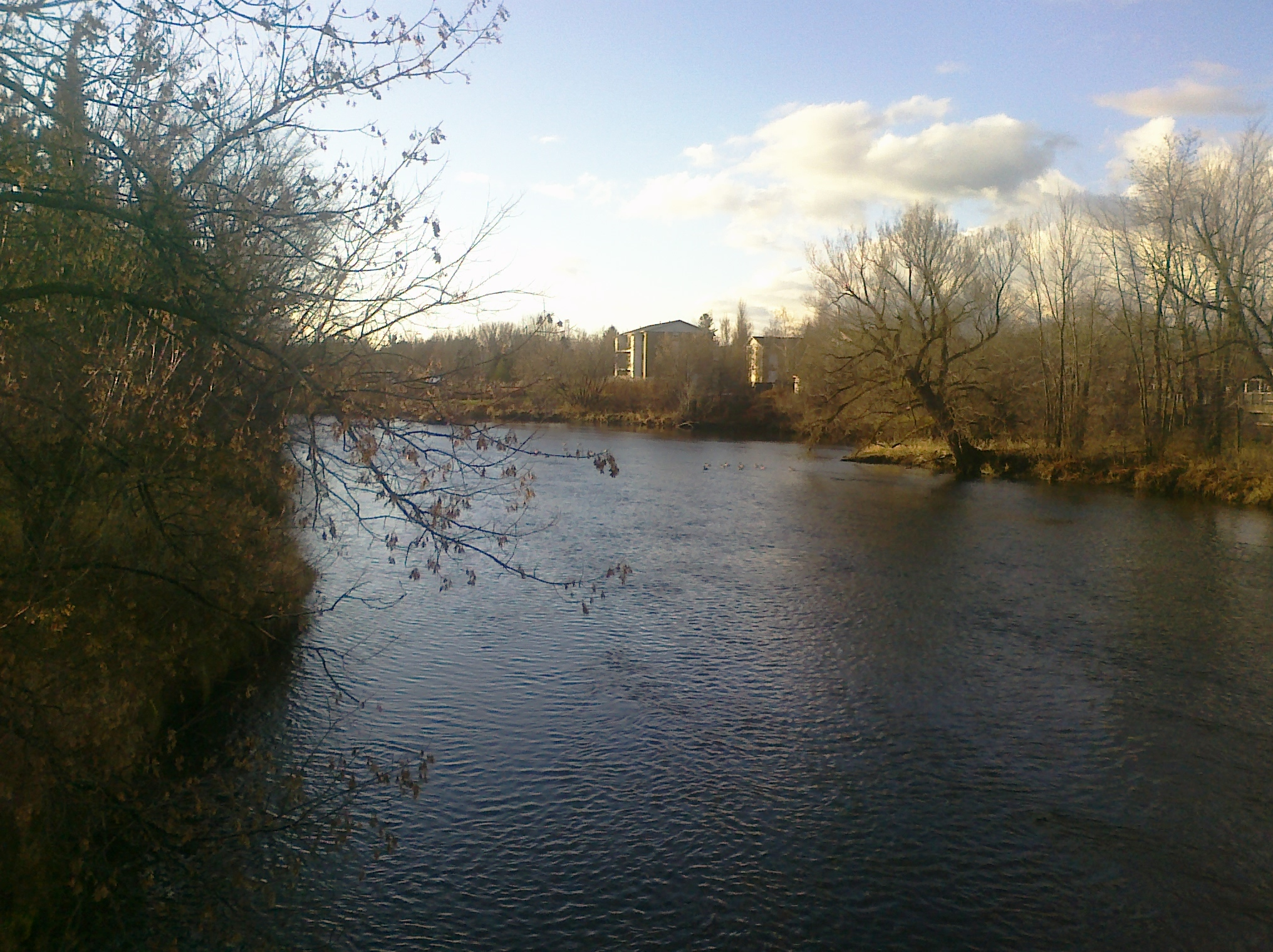
La rivière à Kingsey Falls.

## Géographie
Les principaux bassins versants voisins de la rivière Nicolet Sud-Ouest sont :
- Côté nord : rivière Nicolet, lac Saint-Pierre, fleuve Saint-Laurent ;
- Côté est : rivière Marguerite, rivière Nicolet, rivière Bécancour, rivière Madeleine ;
- Côté sud : rivière Saint-Zéphirin, rivière des Saules, rivière Landry, rivière Danville, rivière Stoke ;
- Côté ouest : rivière Saint-François.

La rivière Nicolet Sud-ouest prend sa source au lac Chez Piet situé entre deux montagnes dans le territoire de la municipalité de Dudswell. Cette source est située à 6,2 km au sud du village de Saint-Camille, à 1,2 km à l'est de la route 216, à 1,4 km à l'est du lac Watopeka et à 8,5 km au sud-ouest du centre du village de Saint-Adolphe-de-Dudswell.
Cours supérieur de la rivière (segment de 58,8 km)
À partir du lac chez Piet, la rivière Nicolet Sud-Ouest coule sur :
- 2,1 km vers le nord jusqu'à la limite de la municipalité de Saint-Adolphe-de-Dudswell, soit aussi la limite de la municipalité régionale de comté du Haut-Saint-François ;
- 2,3 km vers le nord-ouest dans la municipalité de Wotton, jusqu'à la route 216 ;
- 14,5 km vers le nord-ouest jusqu'à la rue Gosselin, qu'elle traverse à 1,9 km au sud-ouest du centre du village de Wotton ;
- 12,6 km vers le nord-ouest dans Wotton, jusqu'à la rive est de "Les Trois Lacs" ;
- 3,3 km vers l'ouest, en traversant  les Trois-Lacs, ce plan d'eau chevauche la MRC d'Asbestos (Wotton) et celle d'Arthabaska (municipalités de Val-des-Sources et de Saint-Rémi-de-Tingwick) ;
- 3,0 km vers le sud-ouest, jusqu'à la limite de la municipalité de Danville (secteur Shipton) ;
- 8,7 km vers l'ouest, jusqu'au chemin de fer qu'elle traverse à 1,7 km au nord du centre du village de Danville ;
- 2,9 km vers l'ouest, en formant une grande boucle vers le nord en contournant le village de Danville, jusqu'à la confluence de la rivière Landry ;
- 9,4 km vers le nord-ouest, dans la municipalité de Danville (secteur de Shipton) jusqu'au pont (route 255) au sud-ouest du village de Kingsey Falls.

Cours intermédiaire de la rivière (segment de 39,3 km)
À partir du village de Kingsey Falls, la rivière Nicolet Sud-Ouest coule sur :
- 9,8 km vers le nord-ouest, en coupant sur 0,4 km le coin sud du territoire de Sainte-Élisabeth-de-Warwick, et traverse sur 2,1 km le territoire de Sainte-Séraphine, jusqu'à la limite des municipalités de Kingsey et de Saint-Lucien ;
- 3,8 km vers l'ouest dans Saint-Lucien, jusqu'au pont du Domaine Parent ;
- 14,5 km vers le nord-ouest, jusqu'au pont situé au sud-ouest du village de Sainte-Clothilde-de-Horton ; son cours se situe alors à seulement 0,5 km (du côté sud-ouest) du cours de la rivière Nicolet ;
- 5,1 km vers l'ouest dans Sainte-Clothilde-de-Horton, jusqu'à la limite de la MRC de Drummond ;
- 3,9 km vers le nord-ouest dans Notre-Dame-du-Bon-Conseil, jusqu'au pont du village ;
- 2,2 km vers le nord-ouest jusqu'à l'autoroute 20 ;

Cours inférieur de la rivière (segment de 41,1 km)
À partir de l'autoroute 20, la rivière coule sur :
- 11,1 km vers le nord-ouest, jusqu'au pont du village de Sainte-Brigitte-des-Saults ;
- 8,9 km vers le nord-ouest, jusqu'à la limite de La Visitation-de-Yamaska ;
- 6,5 km vers le nord-ouest, jusqu'à la confluence de la rivière Sévère-René ;
- 2,3 km vers le nord-ouest, jusqu'à la confluence de la rivière Saint-Zéphirin ;
- 12,3 km vers le nord, jusqu'à sa confluence.

La rivière Nicolet Sud-Ouest se déverse sur la rive ouest de la rivière Nicolet, à 3,7 km en amont de l'île Moras, à 200 m en aval du pont de l'Île et 2,0 km en amont du Pont Pierre-Roy (route 132). La confluence de la rivière Nicolet Sud-Ouest se situe à 6,1 km en amont de la confluence de la rivière Nicolet avec le fleuve Saint-Laurent.

## Toponymie
Le toponyme rivière Nicolet Sud-Ouest a été officialisé le 5 décembre 1968 à la Commission de toponymie du Québec.